# Tätigkeitsschlüssel
Der Tätigkeitsschlüssel enthält kodierte Angaben zur Tätigkeit der Arbeitnehmer in Deutschland. Er ist Teil der Meldungen der Arbeitgeber zur Sozialversicherung an die Krankenkasse. Die Meldungen zur Sozialversicherung mit den Angaben zur Tätigkeit dienen der Bundesagentur für Arbeit als Grundlage, ihren gesetzlichen Auftrag, eine Statistik über die Beschäftigung in der Bundesrepublik Deutschland zu führen, erfüllen zu können.
Die Bundesagentur für Arbeit veröffentlicht hierfür ein Schlüsselverzeichnis. Die Schlüsselnummer kann teilweise auf Lohnabrechnungen oder der jährlichen Meldebescheinigung zur Sozialversicherung gefunden werden.

## Verschiedene Tätigkeitsschlüssel je nach betroffenem Zeitraum
Für Meldungen zur Sozialversicherung, die Zeiträume bis zum 30. November 2011 umfassen, galt ein fünfstelliger Schlüssel, in dem die ersten drei Ziffern die Berufstätigkeit kennzeichneten. Für Meldungen, die Zeiträume ab dem 1. Dezember 2011 betreffen, gilt ein neunstelliger Schlüssel, in dem die ersten fünf Ziffern die Berufstätigkeit kennzeichnen.

## Zusammensetzung des fünfstelligen Schlüssels
In dem bis November 2011 gültigen fünfstelligen Tätigkeitsschlüssel gaben die ersten drei Ziffern den ausgeübten Beruf an. Die vierte Ziffer gab die Stellung im Beruf und die fünfte Ziffer die Art der Ausbildung an.

## Zusammensetzung des neunstelligen Schlüssels
Quelle:
In dem seit Dezember 2011 geltenden neunstelligen Tätigkeitsschlüssel geben
- die ersten fünf Ziffern den ausgeübten Beruf an. Die Grundlage für diese Kodierung, die 1286 Möglichkeiten nutzt, bildet die „Klassifikation der Berufe 2010“.
- Die sechste Ziffer gibt den höchsten allgemeinbildenden Schulabschluss,
- die siebte den höchsten beruflichen Ausbildungsabschluss an und
- die achte Ziffer kennzeichnet, ob es sich um eine Tätigkeit im Rahmen der Arbeitnehmerüberlassung handelt, und
- die neunte Ziffer kennzeichnet, welche Vertragsform besteht.

| Stellen   | Bedeutung               | Mögliche Werte |
| --------- | ----------------------- | --- |
| 12345---- | Berufsbezeichnung       | Beispiele: 11101 = Ackerarbeiter/in 11102 = Ackerbauer/-bäuerin 11103 = Agrarfachwirt/in 11104 = Dipl.-Landwirt/in 27393 = Schichtführer/in 51311 = Lagerhelfer/in 81342 = Sanitäter/in 94334 = Fernsehmoderator/in 94383 = Hellseher/in |
| ---4----- | Führungskraft           | 0-8 = Nein 9 = Ja |
| ----5---- | Anforderungsniveau      | 1 = Helfer 2 = Fachkraft 3 = Spezialist 4 = Experte |
| -----6--- | Schulabschluss          | 1 = Ohne Schulabschluss 2 = Haupt-/Volksschulabschluss 3 = Mittlere Reife 4 = Abitur/Fachabitur 9 = Unbekannt |
| ------7-- | Ausbildungsabschluss    | 1 = Ohne 2 = Berufsausbildung 3 = Meister/Techniker 4 = Bachelor 5 = Diplom/Magister/Master/Staatsexamen 6 = Promotion 9 = Unbekannt |
| -------8- | Arbeitnehmerüberlassung | 1 = Nein 2 = Ja |
| --------9 | Vertragsform            | 1 = Vollzeit, unbefristet 2 = Teilzeit, unbefristet 3 = Vollzeit, befristet 4 = Teilzeit, befristet |